# Waleran de Beaumont, 4. Earl of Warwick
Waleran de Beaumont, 4. Earl of Warwick († um 24. Dezember 1203) war ein englischer Magnat.
Waleran de Beaumont entstammte dem anglonormannischen Adelsgeschlecht Beaumont. Er war ein jüngerer Sohn von Roger de Beaumont, 2. Earl of Warwick und von dessen Frau Gundred de Warenne. Sein Vater starb 1153. In der Schlacht von Bourgthéroulde 1124 unterlag er Heinrich I. (England). Nach dem kinderlosen Tod seines Bruders William 1184 erbte er die Besitzungen der Familie sowie den Titel Earl of Warwick. Wie sein Bruder trat er jedoch politisch kaum in Erscheinung. Bei der Krönung von König Johann 1199 trug er eines der Staatsschwerter.
In erster Ehe heiratete er Margery de Bohun, die einzige Tochter von Henry de Bohun, 1. Earl of Hereford und von dessen Frau Maud de Mandeville. Mit ihr hatte er mehrere Kinder, darunter:
- Henry de Beaumont, 5. Earl of Warwick
- Waleran de Beaumont

In zweiter Ehe heiratete er um 1196 Alice de Limesy († nach 1212), die Witwe von John de Limesy, Lord of Cavendish in Suffolk. Sie war eine Tochter von Robert de Harcourt aus Bosworth und von Isabel de Camville. Mit ihr hatte er eine Tochter:
- Alice de Beaumont († vor 1263) ⚭ William Mauduit

Sein Erbe wurde sein minderjähriger Sohn Henry.